# Bascinet
En bascinet er en middelalderlig europæisk type hjelm. Den blev videreudviklet fra den simple jernhat (eller cervelliere), men har en mere spids top, og går længere nde bagpå og på siderne for at beskytte nakken. Ofte var der monteret et lille skørt i ringbrynje langs kanten, kaldet en "camail" eller aventail, for at give yderligere beskyttelse til halsen og skuldrene. Desuden var der som regel monteret et visir fra omkring 1330 og fremefter, for at beskytte ansigtet. I begyndelsen af 1400-tallet begyndte ringbrynjekraven at bliver erstattet med rustning metalplader kaldet gorget.
Bascinethjelme blev også båret under tøndehjelme.